# جاكوب بندر
جاكوب بندر (بالإنجليزية: Jacob Bender)‏ (9 ديسمبر 1994 ببالتيمور في الولايات المتحدة - ) هو لاعب كرة قدم أمريكي في مركز الوسط.

## وصلات خارجية
- جاكوب بندر على موقع قاعدة بيانات كرة القدم.إي يو (الإنجليزية)